# Chalabre
Chalabre (okzitanisch Eissalabra) ist eine Gemeinde mit 1115 Einwohnern (Stand 1. Januar 2022) in Frankreich. Sie liegt im Département Aude in der Region Okzitanien.

## Lage
Die Gemeinde Chalabre liegt im Pyrenäenvorland, im kleinen Landstrich des Quercorb (okzitanisch: Kerkorb), in einer Höhe von etwa 380 Metern, im Tal des Hers-Vif. Zwei rechte Nebenflüsse münden vor Ort in den Hers-Vif: Der Blau und der Chalabreil, der vermutlich der Gemeinde ihren Namen gab.
Von Carcassonne aus ist der Ort ca. 55 Kilometer (Fahrtstrecke) in südwestlicher Richtung entfernt; die nächstgrößere Stadt, Foix, liegt ca. 46 Kilometer westlich.

## Wirtschaft
Die Landwirtschaft und die damit verbundenen Handwerke hatten in früheren Zeiten die größte Bedeutung im Wirtschaftsleben des Ortes. Mittlerweile spielt auch der Wandertourismus in der waldreichen Umgebung eine gewisse Rolle.

## Bevölkerungsentwicklung
| Jahr      | 1968 | 1975 | 1982 | 1990 | 1999 | 2007 | 2016 |
| Einwohner | 1838 | 1583 | 1441 | 1262 | 1172 | 1144 | 1114 |

Mitte des 19. Jahrhunderts zählte die Gemeinde noch deutlich über 2000 Einwohner.

## Geschichte
Im 12. Jahrhundert gehörten die Ländereien im Gebiet von Chalabre der Familie Trencavel, die im Raum Toulouse und Foix großen Einfluss besaß. Bereits während des Albigenserkreuzzugs wurden die eroberten Gebiete unter den königstreuen Anhängern Simon de Montforts verteilt – auf diese Weise kam Chalabre an Thomas Pons de Bruyères, dem auch das Gebiet von Puivert zugesprochen wurde. Seine Nachfahren nannten sich Herren (seigneurs), Barone (barons) oder Marquis de Chalabres. Das Zentrum des Ortes wurde – wahrscheinlich nach der Flutkatastrophe des Jahres 1279 – in der Art einer Bastide neugestaltet, ohne dass ein Auftraggeber bekannt wäre. Wahrscheinlich waren es die Bewohner selber, die ihre Stadt – allerdings ohne die für Bastiden typischen Arkadenhäuser – wiederaufbauten und mit einer Stadtmauer (remparts) umgaben. Der Hundertjährige Krieg (1337–1453) und auch die Hugenottenkriege (1562–1598) hinterließen in Chalabre offensichtlich keinerlei Spuren.

## Sehenswürdigkeiten

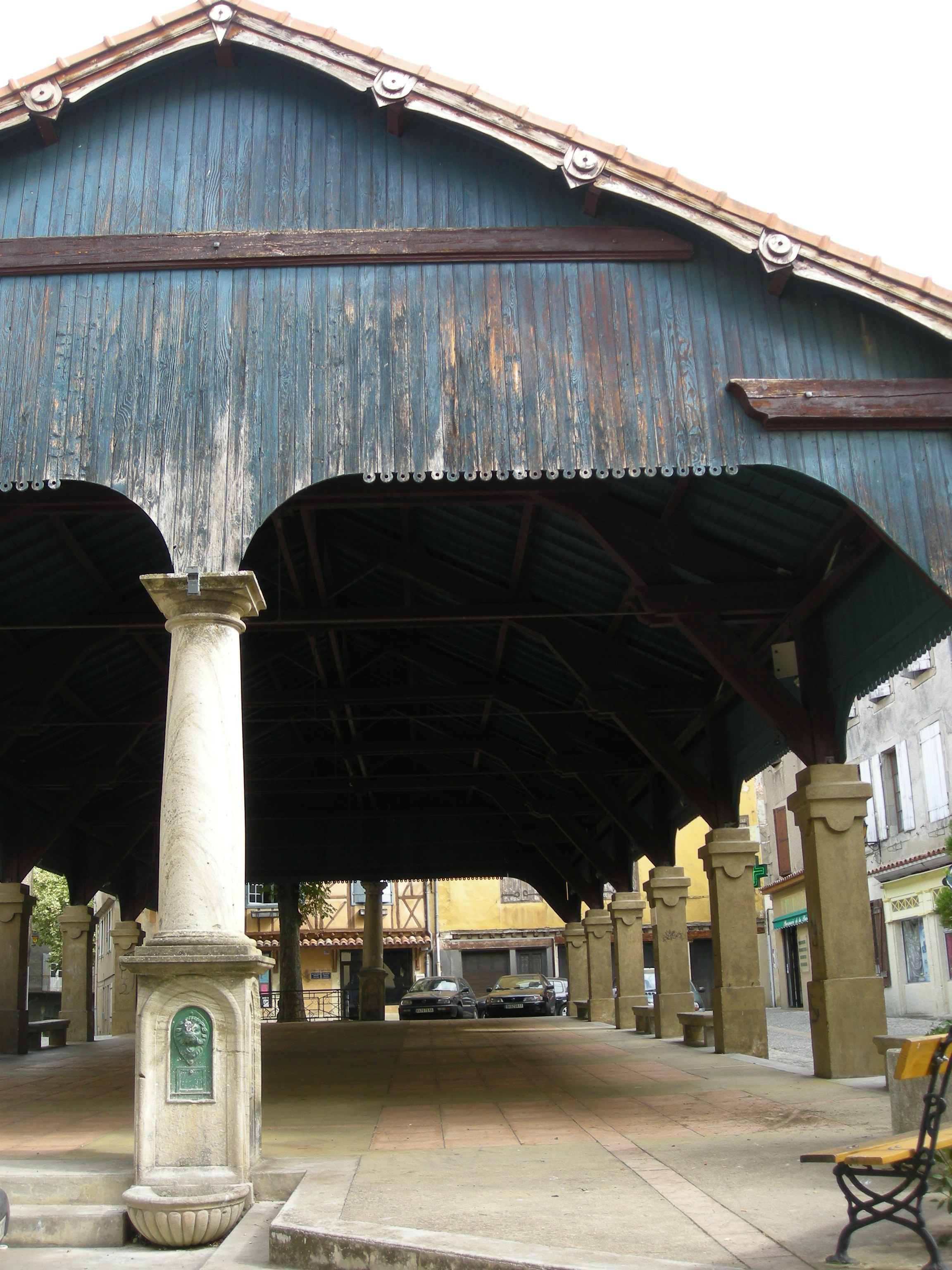
Markthalle

- Das Schloss Chalabre ist ein Komplex mit Bauteilen aus dem 13., 15. und 18. Jahrhundert. Am imposantesten ist der spätgotische Wohnturm mit seinen runden Scharwachttürmen und Kreuzstockfenstern aus der Zeit der Renaissance. Im Innern beeindruckt ein helles Treppenhaus aus dem 18. Jahrhundert.
- Von der spätmittelalterlichen Pfarrkirche (Église Saint-Pierre) ist nur noch der – nach allen Seiten durch Fenster bzw. Schallöffnungen durchbrochene – oktogonale Glockenturm mit Spitzhelm erhalten; er wurde im Jahr 1530 begonnen und 22 Jahre später fertiggestellt. Ende des 19. Jahrhunderts wurde das alte Kirchenschiff wegen Baufälligkeit abgerissen und durch einen historisierenden Neubau im gotischen Stil ersetzt. Der Glockenturm ist seit dem Jahr 1907 als Monument historique[1] anerkannt.
- Die in der Mitte des zentralen Platzes gelegene, etwa 20 Meter lang und 10 Meter breite Markthalle mit ihren gemauerten Stützpfeilern an den Längsseiten und jeweils einer monolithischen Säule mit einer vorgestellten Brunnenschale an den Schmalseiten hat einen breiten, aufwendig gezimmerten hölzernen Dachstuhl; sie entstammt dem 19. Jahrhundert.
- Der etwa zwei Kilometer vom Ortskern entfernte See Lac de Montbel lädt zu Spaziergängen ein.